# 世唯烘焙坊
世唯烘焙坊，是由世唯食品有限公司成立，世唯食品有限公司成立於1993年，創辦人為江慶雄及江慶銘兄弟，總部設於雲林縣；致力開發雲林縣在地特產產品，主要產品為伴手禮、蛋糕、麵包，並且積極參與公益活動。

## 發展歷史
1991 年成立了第一家嘉義大林店 05-2650628
1995 年成立了第二家雲林斗南店 05-5965915
1997 年成立了第三家雲林虎尾圓環店 05-6314959
1998 年成立了第四家雲林虎尾林森店 05-6360599
1999 年成立了第五家雲林斗六店 05-5333509
2005 年成立了第六家雲林斗六旗艦店 05-5370717
並於2004年在斗南鎮小東工業區，成立了中央工廠，公司並陸續增購德、法進口機械設備，培養優秀的烘焙人才。
2011 Q餅三兄妹 榮獲中華民國消費者協會 百大伴手禮-第一品牌
2014 Q餅三兄妹 榮獲雲林縣十大伴手禮

## 外部連結
- 世唯烘焙坊
- 世唯愛合購 （页面存档备份，存于）
- 世唯Pchome （页面存档备份，存于）
- 世唯粉絲團 （页面存档备份，存于）
- 世唯烘焙樂園